# 東武鉄道川越工場
川越工場（かわごえこうじょう）とは、埼玉県川越市にあった東武鉄道の車両工場。2020年（令和2年）に業務の一部を南栗橋車両管区もしくは森林公園検修区へ移管、名称を「川越整備所」と変更している。

## 概要
当工場は、1971年（昭和46年）に発足した車両工場で、川越市駅に隣接しており、東上本線・越生線所属車両の全般検査や重要部検査を担当していた（東上本線所属の8000系は、秩父鉄道経由で南栗橋車両管区南栗橋工場へ回送し、当地で検査を行っていた）。後年は、実際の業務を関連会社の東武インターテック株式会社に委託していた。
2020年、定期検査業務を南栗橋車両管区と森林公園検修区へ移管、名称を「川越整備所」と変更して車両修繕や機器更新などで使用している。

## 沿革
- 1971年（昭和46年）3月1日：川越電車区の機能を森林公園駅開業と共に隣接して設置された森林公園検修区に移転。旧・川越電車区土地を利用して川越工場が発足[2]。
- 2000年（平成12年）：川越市駅構内改良、工場際の留置線1本増設。
- 2004年（平成16年）：南栗橋車両管区の管轄下となる。
- 2020年（令和2年）9月：東上本線に所属している全ての車両の定期検査業務を南栗橋車両管区もしくは森林公園検修区へ移管、名称を「川越整備所」と変更[1][注釈 1]。

## 担当車両
東上本線・越生線車両
1971年 - 2000年代まで
- 8000系の一部編成
- 5000系
- 9000型
- 10000型

上記以外の車両については
- 8000系の一部編成及び8両固定車が西新井工場
- 7300系・7800系と電気機関車ED5010形が杉戸工場
- その他貨車類でも館林検車区及び杉戸工場

寄居 - 羽生間をそれぞれ秩父鉄道経由で回送されていた。8000系8両固定車については、同工場のスペースの関係から西新井工場で検査してきた。
2000年代 - 定期検査業務移管時点まで
- 9000型・9050型
- 10000型・10030型・10050型
- 50000型・50070型・50090型
- 30000系(東上本線所属車のみ)

上記以外の車両（8000系）については南栗橋車両管区へ回送され検査を受けていた。なお、川越工場の定期検査業務移管による南栗橋車両管区への工場入場先の変更に関連して、これまで本線系の路線に入線したことのなかった9000型・9050型・50070型・50090型についての入線試験が必要になったことから、伊勢崎線と日光線の一部区間にて入線試験の試運転を実施した。また、この4形式を含め、東上本線所属車両の南栗橋車両管区からの出場試運転についても、伊勢崎線と日光線の一部区間で実施するようになった。